# Fissidens smaragdinus
Fissidens smaragdinus là một loài Rêu trong họ Fissidentaceae. Loài này được (Lorentz & Müll. Hal.) Broth. mô tả khoa học đầu tiên năm 1901.